# Yevgeni Gapon
Bản mẫu:Eastern Slavic name
Yevgeni Eduardovich Gapon (tiếng Nga: Евгений Эдуардович Гапон; sinh ngày 20 tháng 4 năm 1991) là một cầu thủ bóng đá. Anh thi đấu cho F.K. Kuban Krasnodar và FC Kuban-2 Krasnodar.

## Sự nghiệp
Anh có màn ra mắt tại Giải bóng đá ngoại hạng Nga vào ngày 3 tháng 4 năm 2009 cho F.K. Khimki trong trận đấu với F.K. Rostov.
Vào tháng 1 năm 2015, Gapon went on trial cùng với CSKA Moskva.